# 道の駅関川
道の駅関川（みちのえき せきかわ）は、新潟県岩船郡関川村大字上関にある国道113号の道の駅である。

## 施設
- 駐車場
  - 普通車：285台[3]
  - 大型車：16台[3]
  - 身障者用：4台[3]
- トイレ

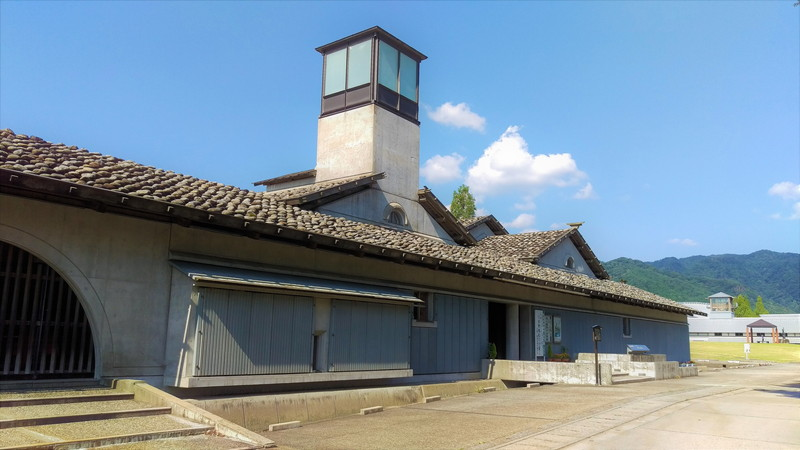
せきかわ歴史とみちの館

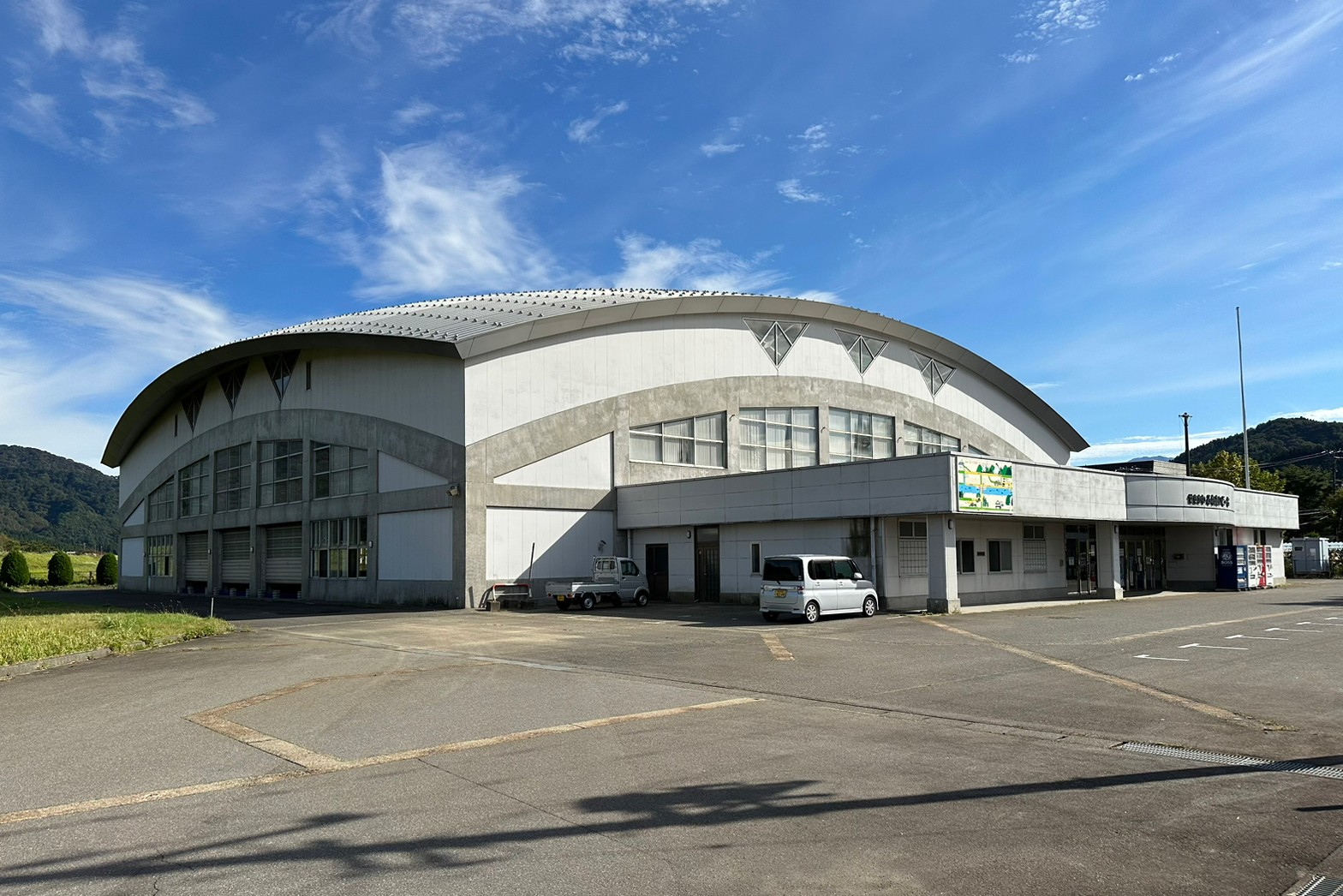
ふれあいど～む

- せきかわ観光情報センター「にゃ～む」（観光案内所、9:00 - 16:30）[3]
- 地域文化交流施設「ちぐら」・あいさい市（特産品・売店、期間により営業時間が異なるため公式サイトを参照） - 足湯が併設されている。
- 桂の関温泉「ゆ〜む」（日帰り温泉施設、9:00 - 21:30）[3][4]
- せきかわ歴史とみちの館（歴史資料館、10:00 - 16:00・入館料が必要）[4]
- ふれあいど〜む（スポーツ施設、開館時間は公式サイトを参照） - えちごせきかわ大したもん蛇まつりの大蛇が展示されている[5]。

### 管理
- 国土交通省北陸地方整備局
- 関川村[要出典]

### 桂の関温泉「ゆ〜む」
えちごせきかわ温泉郷の5つ目の温泉として開設された。大浴場、露天風呂、サウナなどがある。
- ナトリウム・カルシウム-硫酸塩・塩化物泉（低張性弱アルカリ性高温泉）[6]
- 源泉温度は75.0度[6]

## アクセス
- 国道113号 - 登録路線
  - 新潟県道272号黒俣越後下関停車場線
  - 新潟県道273号大栗田越後下関停車場線
  - 新潟県道307号湯沢上関線
- 東日本旅客鉄道（JR東日本）米坂線 越後下関駅より徒歩約10分。
- 高速バスZao号「下関」バス停（新潟交通観光バス下関営業所前）より徒歩約8分。

## 周辺
- 豪商・豪農の屋敷
  - 渡邉邸（国の重要文化財）[7][8]

米沢街道・越後下関 柳とせせらぎ通りと佐藤家住宅（重要文化財）

  - 東桂苑（関川村指定文化財） - 2020年（令和2年）から2階にワーケーションスペース「TOUKEI-EN office」を開設している[4][9][10][11]。
- 関川村役場
- 雲母神社
- 荒川[3]
- えちごせきかわ温泉郷